# Xiang Zhang
Xiang Zhang (pinyin: Zhāng Xiáng; Nanquim, China, ) é um físico estadunidense nascido na China, especialista em nanotecnologia.
Zhang obteve em 1996 um Ph.D. na Universidade da Califórnia em Berkeley. De 1996 a 1999 foi professor assistente da Universidade Estadual da Pensilvânia e de 1999 a 2004 foi professor associado e depois professor da Universidade da Califórnia em Los Angeles, antes de ir para a Universidade da Califórnia em Berkeley, onde é Ernest S. Kuh Endowed Chaired Professor e também diretor do NSF Nano-scale Science and Engineering Center (NSEC). Foi eleito membro da Academia Nacional de Engenharia dos Estados Unidos e fellow da American Physical Society, da Optical Society e da Associação Americana para o Avanço da Ciência.

## Condecorações
- 2016 Prêmio Max Born (Optical Society)
- 2016 Prêmio Julius Springer de Física Aplicada
- 2017 Medalha Eringen